# Lambda Velorum
Lambda Velorum (λ Vel or λ Velorum) é uma estrela na constelação de Vela. Tem o nome tradicional Suhail (que também é usado para designar Delta Velorum).
Lambda Velorum é uma estrela supergigante ou gigante luminosa de classe espectral K5. Estrelas supergigantes usam seu hidrogênio muito mais rapidamente do que estrelas menores e por causa disso estima-se que Lambda Velorum tem 27 milhões de anos. Lambda Velorum é uma estrela variável irregular que tem uma magnitude aparente que varia de 2,14 a 2,30.